# Oreodytes scitulus
Oreodytes scitulus är en skalbaggsart som först beskrevs av Leconte 1855.  Oreodytes scitulus ingår i släktet Oreodytes och familjen dykare.

## Underarter
Arten delas in i följande underarter:
- O. s. bisulcatus
- O. s. scitulus